# Municipio de Harmon (Dakota del Sur)
El municipio de Harmon (en inglés: Harmon Township) es un municipio ubicado en el condado de Roberts en el estado estadounidense de Dakota del Sur. En el año 2010 tenía una población de 151 habitantes y una densidad poblacional de 0,89 personas por km².

## Geografía
El municipio de Harmon se encuentra ubicado en las coordenadas 45°47′00″N 96°44′25″O / 45.78333, -96.74028. Según la Oficina del Censo de los Estados Unidos, el municipio tiene una superficie total de 169.64 km², de la cual 159,29 km² corresponden a tierra firme y (6,1 %) 10,35 km² es agua.

## Demografía
Según el censo de 2010, había 151 personas residiendo en el municipio de Harmon. La densidad de población era de 0,89 hab./km². De los 151 habitantes, el municipio de Harmon estaba compuesto por el 94,04 % blancos, el 0,66 % eran afroamericanos, el 2,65 % eran de otras razas y el 2,65 % eran de una mezcla de razas. Del total de la población el 2,65 % eran hispanos o latinos de cualquier raza.